# Мото клуб Партизан
Мото клуб Партизан је бивши српски мото клуб из Београда, који је био део ЈСД Партизан. 

## Историја
Основан је 1947. године као мото секција ентузијаста који су у послератним годинама сакупљали моторе запљењене у рату. У то време Београд је имао много љубитеља овог спорта, тако да је на тркама око Калемегдана било присутно на десетине хиљада гледалаца. Мото секција Партизана је 1949. године прерасла у мото клуб. По формирању клуба набављени су нови мотори и створени су услови за такмичење и на интернационалном нивоу. Та година представља златно доба, јер његови чланови доминирају на тркачким стазама Југославије. Мото клуб Партизан је крајем 1950. године престао са радом, а мотори који су били у власништву клуба и спортисти су прешли у друге београдске клубове. 